# Grethe Kausland
Grethe Kausland, född Nilsen den 3 juli 1947 i Horten i Vestfold, död 16 november 2007 i Oslo, var en norsk sångerska, skådespelare och revyartist.
Hon blev lanserad som barnstjärna - Lille Grethe - och slog igenom med låtar som "Teddyen min" och "Cowboyhelten" 1955. Från 1972 samarbetade hon med revygruppen Dizzie Tunes där hon fick visa upp sin komiska sida. Speciellt minnesvärda är hennes många imitationer av kända artister.
Kausland har medverkat i flera långfilmer och TV-serier och hade huvudrollen i Ivo Caprinos spelfilm Den stora skattjakten 1959. År 1972 representerade hon Norge i den internationella finalen i Melodi Grand Prix med sången "Småting" tillsammans med Benny Borg. Grethe Kausland opererades för lungcancer i februari 2006 och avled i november 2007.

## Filmografi (urval)
- 1957 – Smuglere i smoking
- 1957 – Selv om de er små
- 1959 – Den stora skattjakten

## Diskografi (urval)
Album
- Teddyen min – Grethe gjennom 10 år (1964)
- A Taste of Grethe Kausland (1978)
- Grethe synger Lille Grethe (1979)
- Stay With Me (1984)
- Diamanter (2006)
- Jazz My Way (2008)